# Mercers Creek Bay
Mercers Creek Bay, tidigare namn Belfast Bay,  är en vik i Antigua och Barbuda.   Den ligger i parishen Parish of Saint Philip, i den nordöstra delen av landet, 14 kilometer öster om huvudstaden Saint John's.